# Anserini
Gli Anserini Swainson, 1831 sono una tribù di anatre della sottofamiglia Anserinae.

## Tassonomia
La tribù Anserini comprende i seguenti generi e specie:
- Genere Malacorhynchus Swainson, 1831
  - Malacorhynchus membranaceus (Latham, 1802) - anatra guancerosa
- Genere Coscoroba Reichenbach, 1853
  - Coscoroba coscoroba (Molina, 1782) - cigno coscoroba
- Genere Cereopsis Latham, 1802
  - Cereopsis novaehollandiae Latham, 1802 - oca di Capo Barren
- Genere Cygnus Bechstein, 1803
  - Cygnus atratus (Latham, 1790) - cigno nero
  - Cygnus melancoryphus (Molina, 1782) - cigno collonero
  - Cygnus olor (Gmelin, JF, 1789) - cigno reale
  - Cygnus buccinator Richardson, 1831 - cigno trombettiere
  - Cygnus columbianus (Ord, 1815) - cigno minore
  - Cygnus cygnus (Linnaeus, 1758) - cigno selvatico
- Genere Branta Scopoli, 1769
  - Branta canadensis (Linnaeus, 1758) - oca del Canada
  - Branta hutchinsii (Richardson, 1832) - oca della tundra
  - Branta sandvicensis (Vigors, 1834) - oca delle Hawaii
  - Branta bernicla (Linnaeus, 1758) - oca colombaccio
  - Branta leucopsis (Bechstein, 1803) - oca facciabianca
  - Branta ruficollis (Pallas, 1769) - oca collorosso
- Genere Anser Brisson, 1760
  - Anser cygnoides (Linnaeus, 1758) - oca cigno
  - Anser fabalis (Latham, 1787) - oca granaiola della taiga
  - Anser serrirostris Gould, 1852 - oca granaiola della tundra
  - Anser brachyrhynchus Baillon, 1834 — oca zamperosee
  - Anser anser (Linnaeus, 1758) — oca selvatica comune
  - Anser albifrons (Scopoli, 1769) — oca lombardella maggiore
  - Anser erythropus (Linnaeus, 1758) - oca lombardella minore
  - Anser indicus (Latham, 1790) - oca indiana
  - Anser caerulescens (Linnaeus, 1758) - oca delle nevi
  - Anser rossii Cassin, 1861 - oca di Ross
  - Anser canagicus (Sevastianov, 1802) - oca imperatrice